# Melih Esenbel
 (octobre 2023).
Si vous disposez d'ouvrages ou d'articles de référence ou si vous connaissez des sites web de qualité traitant du thème abordé ici, merci de compléter l'article en donnant les références utiles à sa vérifiabilité et en les liant à la section « Notes et références ».
Melih Esenbel né en 1915 à Constantinople (Empire Ottoman) et mort le 27 juillet 1995 à Istanbul (Turquie), est un diplomate.
Il termine ses études au lycée Galatasaray et à la faculté de droit de l'Université d'Istanbul. Il rejoint au Ministère des Affaires étrangères en 1938. Il travaille aux ambassades et consulat de Turquie à Paris et à Washington. En 1956 il est le premier vice-secrétaire général du Ministère des Affaires étrangères, en 1957 secrétaire général du Ministère des Affaires étrangères. En 1960 pour quelques mois il est ambassadeur à Washington, entre 1960-1963 il est haut conseiller du secrétaire général du ministère. Il est ambassadeur à Tokyo (1963-1967), à Washington (1967-1974 et 1975-1979). Il est ministre des affaires étrangères du 17 novembre 1974 au 31 mars 1975.